# Bussilan
Il bussilan è un dolce tipico della provincia di Parma e dell'Emilia occidentale.
È una comune ciambella ormai presente costantemente nelle colazioni dei parmigiani. Il termine bussilan sembra essere la storpiatura della parola bosilan, tipica del dialetto lombardo, da cui si pensa derivi il nome di questo dolce. In verità il termine significa biscione presente nello stemma dei Visconti a Milano.
Il dolce tipico pasquale di Fontevivo ancora oggi in vendita in forni e pasticcerie del paese è la cosiddetta torta bianca, chiamata in dialetto locale “Al Bussilàn”.
(Filastrocca popolare parmigiana)